# شنود

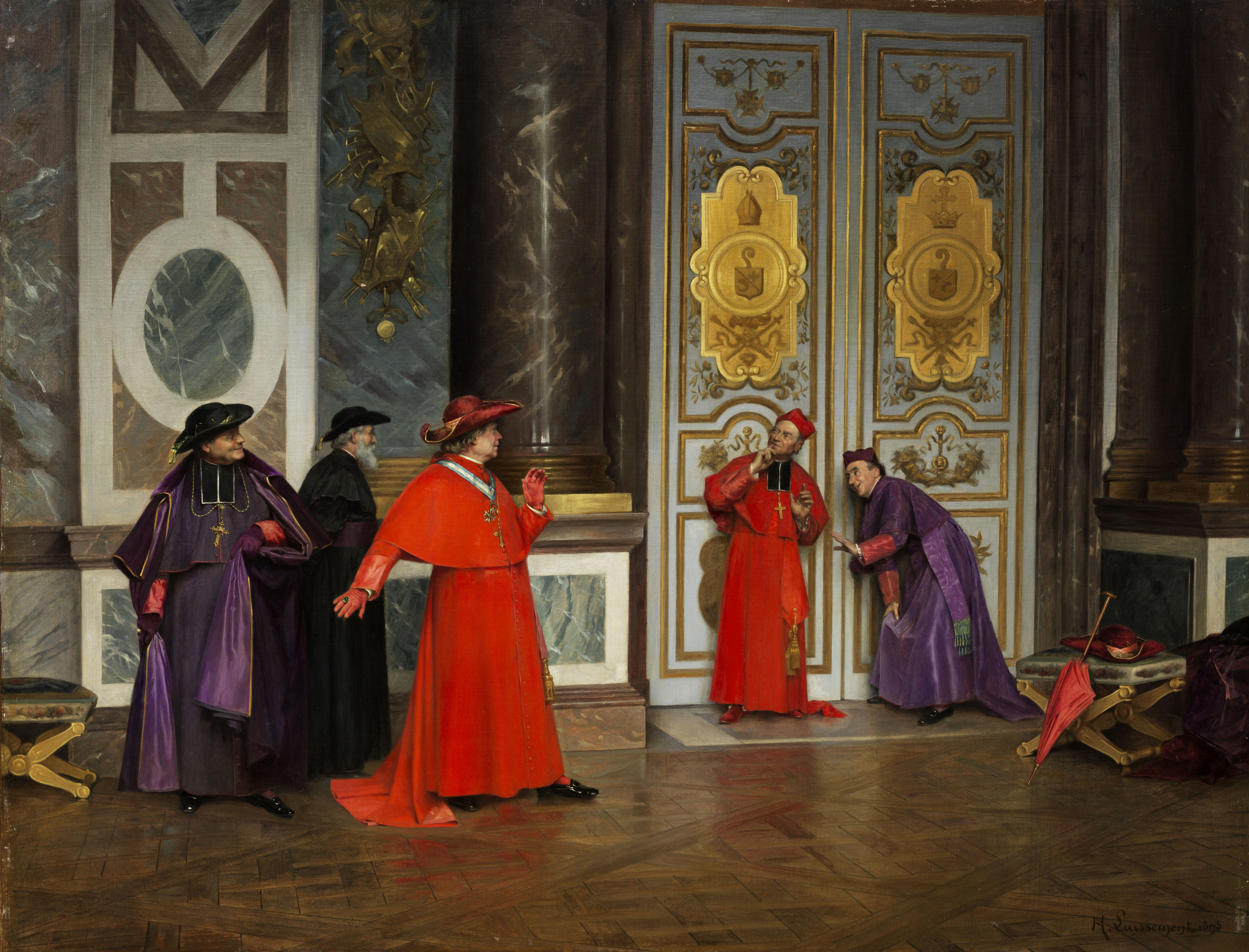
یک نقاشی مربوط به اروپای قرون وسطی

شنود یا استراق سمع به عمل مخفیانه گوش دادن به مکالمه خصوصی دیگران بدون رضایت آنها گفته می‌شود. این عمل در صورتی که بدون اجازه قوانین کشورها انجام شود جرم محسوب می‌شود.

## در کشورها

### در ایران
بر طبق قانون اساسی جمهوری اسلامی ایران، بازرسی و نرساندن نامه‌ها، افشای مخابرات تلگرافی و تلکس، سانسور، عدم مخابره و نرساندن آنها، استراق سمع و هرگونه تجسس مگر به حکم قانون ممنوع است.
هاشمی رفسنجانی در خاطرات خود در مورد استعلام حکم شنود از رهبر جمهوری اسلامی چنین می‌نویسد:
«درباره شنود و استراق‌سمع اطلاعاتی‌ها بحث شد که ایشان نظر دادند که در حد ضرورت و در محدوده قانون، با اجازه موردی قاضی باید باشد و مخالف زیاده‌روی در آن هستند.» 
هاشمی می افزاید این حکم را به وزیر پست و تلگراف و تلفن وقت محمد غرضی ابلاغ کرد.